# 古賀茶屋站
古賀茶屋站（日语：／ Koganchaya eki */?）是位於日本福岡縣久留米市，屬於西日本鐵道（西鐵）的甘木線車站。車站編號為A09。

## 歷史
- 1915年（大正4年）10月15日 - 三井電氣軌道（日语：三井電気軌道）車站啟用。
- 1924年（大正13年）6月30日 - 與九州鐵道（日语：九州鉄道 (2代)）合併，成為九州鐵道三井線車站。
- 1942年（昭和17年）
  - 9月19日 - 與九州電氣軌道（日语：九州電気軌道）合併，成為九州電氣軌道車站。
  - 9月22日 - 九州電氣軌道改名為西日本鐵道。
- 1948年（昭和23年）7月15日 - 路線名稱變更，成為西日本鐵道甘木線車站。
- 1967年（昭和42年）- 翻新車站大樓。
- 2008年（平成20年）5月18日 - 此站開始可以使用IC卡nimoca。
- 2017年（平成29年）2月1日 - 此站引入車站編號[1]。
- 2021年（令和3年）4月1日 - 隨著引入中央控制行車，整日成為無人車站[2][3]。

## 車站構造
本站是地面車站，設有1面1線的月台與簡易站房。此站曾設有列車交會設備，但在昭和40年代起便廢止，廢止日期不詳。此站是有人車站，車站櫃臺營業時間為6:30- 11:00和16:00 - 22:00。

### 月台
| 月台 | 路線    | 上下行 | 方向                       | 備註 |
| ---- | ------- | ------ | -------------------------- | ---- |
| 1    | ■甘木線 | 下行   | 甘木方向                   |      |
| 1    | ■甘木線 | 上行   | 宮之陣、久留米、大牟田方向 |      |

## 使用狀況
在2019年度，1日平均上下車人次為519人。
以下為各年度1日平均上下車人次列表：
| 年度   | 1日平均 乘車人次 | 1日平均 上下車人次 |
| ------ | ---------------- | ------------------ |
| 2007年 | 312              | 618                |
| 2008年 | 292              | 591                |
| 2009年 | 279              | 563                |
| 2010年 | 296              | 606                |
| 2011年 | 292              | 599                |
| 2012年 |                  | 617                |
| 2013年 |                  | 647                |
| 2014年 | 296              | 603                |
| 2015年 | 273              | 555                |
| 2016年 | 274              | 577                |
| 2017年 | 255              | 548                |
| 2018年 | 249              | 533                |
| 2019年 |                  | 519                |

## 車站周邊
站前為廣闊的田園地帶。車站附近的河川對面為舊北野町，也是舊久留米市的邊界。
- 寄道巴士（日语：よりみちバス）「宇宙號」　古賀茶屋站巴士站

## 相鄰車站
西日本鐵道
■甘木線
學校前（A10）－古賀茶屋（A09）－北野（A08）

## 注腳
1. ↑   (PDF). 西日本鐵道. 2017-01-24  [2017年3月20日]. （原始内容存档 (PDF)于2020-07-28） （日语）.
2. ↑   (PDF) (新闻稿). 西日本鉄道広報部. 2021-03-19  [2021-03-19]. （原始内容存档 (PDF)于2021-03-19） （日语）.
3. ↑   (PDF) (新闻稿). 西日本鉄道広報部. 2020-08-28  [2020-08-28]. （原始内容存档 (PDF)于2020-08-28） （日语）.
4. ↑  . 西日本鉄道株式会社.   [2021-01-14]. （原始内容存档于2021-01-29） （日语）.
5. ↑  久留米市統計書（運輸・通信）西鐵各站上下車人次 （页面存档备份，存于）（日語） 2021年3月4日參閲

## 外部連結
- 古賀茶屋站（西鐵沿線web） （页面存档备份，存于）（日語）